# Tornado (TV-serie)
Tornado är en svensk TV-serie producerad av humorgruppen Galenskaparna och After Shave, som visades i SVT under perioden 11 september-13 november 1993. Dess slogan var "I väntan på nästa OS: Tornado – en tittarstorm!". Närmaste olympiska spel i framtiden var vid denna tid vinterspelen 1994 i Lillehammer.
Musiken från serien utgavs på Maxisingeln Tornado.
Den röda tråden i programmet var den olympiska eldens stafett. Alla bärare var män med vitt linne och blå shorts, som sprang mellan skådeplatserna för de olika sketcherna.
I programmet ingick låtsade reklamavbrott i en tid då reklamavbrott i TV var ett fenomen som det svenska folket nyligen blivit bekant med. Alla produkter i reklamfilmerna hette något med ”Tornado”. Bland annat fanns det reklam för ”Barnpassaren Tornado” (en pinne som man skulle sätta i marken och binda barnen vid med ett snöre, och sedan låta barnen springa runt tills den fick ordentlig snurr), "Tornado Snabbkaffe" (en liten chokladliknande bit som stoppades i hett kranvatten, vars snabbhet illustreras genom att en fru ska göra kaffe till sin make, men att maken hinner före genom att använda snabbkaffet. När frun kommer in med fikat säger maken: "Jag har redan druckit"), "Tornado bil" "Tornado försäkringsbolag", "Tornado korv", "Tornado tandkräm" med mera.
En av sketcherna var den spexliknande "Mor i skutan", som senare återkom i gruppens scenshower.
Varje avsnitt avslutades med ett högtidligt tal om längtan till nästa olympiska spel, ackompanjerat av en fackellöpare som passerar människor som förstör sina TV-apparater.
Tornado släpptes på DVD den 11 februari 2009.